# Parc national Islas de Santa Fe
Le parc national Islas de Santa Fe (espagnol : Parque Nacional Islas de Santa Fe) est un parc national d'Argentine situé dans la province de Santa Fe. Il protège le milieu naturel de huit îles du fleuve Paraná.